# フォワード・レーシング
フォワード・レーシング (Forward Racing) は、スイスを拠点とするレーシングチーム。Moto2をメインに活動している。

## 歴史
チームはハヤテ・レーシングチームとして2009年からMotoGPクラスでの活動を始める。これはカワサキのファクトリーチームが2008年秋のリーマン・ショックに端を発する世界同時不況の影響によりMotoGPより撤退し、そのスタッフが再結集して規模を縮小したチームであった。マシンはカワサキ・ニンジャZX-RRを使用し、マルコ・メランドリの一台体制で参戦する。
カワサキは2009年3月にマシンの新しいパーツを開発するのを停止した。これは、2009年シーズンの残りにおいてカワサキがマシン開発やメンテナンスに関与するのは非常に限られた物になるのを意味した。こういった状況にもかかわらず、メランドリは5月に行われたフランスGPにおいて顕著な成績を達成している。
2010年シーズン、チームはフォワード・レーシングとしてMoto2クラスに参戦した。ライダーはジュール・クルーセルとクラウディオ・コルティが起用され、マシンはスッター・MMXを採用した。クルーセルはイギリスGPで優勝し、ランキング7位となった。コルティも同GPでポールポジションを獲得したが、彼のベストリザルトはミザノにおける9位であった。2011年シーズンはクルーセルとアレックス・バルドリーニを起用したが、バルドリーニは後にラファエレ・デ・ロサと交代した。最高成績はイギリスGPにおけるクルーセルの4位であった。
チームは2012年シーズン、MotoGPクラスに復帰、コーリン・エドワーズを起用してクレーミング・ルール・チームとして参戦する。マシンはスッター製のシャシーにBMW製エンジンを搭載したスッター・MMXIであった。
Moto2クラスではアレックス・デ・アンジェリスと高橋裕紀を起用した。マシンは開幕戦からスッターを使用したが、第6戦からFTRへスイッチした。マシンの変更後マレーシアGPでデ・アンジェリスが優勝している。
2013年シーズン、チームはMotoGPクラスの体制を拡大、2台体制となりエドワーズに加えてクラウディオ・コルティを起用し、カワサキ製エンジンを搭載したFTR製マシンで参加した。Moto2クラスではシモーネ・コルシ、マティア・パシーニ、アレックス・デ・アンジェリス、リカルド・カルダスの4名を起用、スピードアップ製のマシンを採用した。
2014年シーズン、チームはコーリン・エドワーズとアレイシ・エスパルガロを起用しMotoGPクラスのオープンカテゴリーに参戦した。マシンはヤマハが供給したYZR-M1のエンジンをFTR製のフレームに搭載した物を使用する予定でいたが、シーズンが始まるとヤマハからYZR-M1のエンジン-フレーム-スイングアームのパッケージの供給を受け、残りの部分にFTR製のパーツを使用したマシンを投入することとなった。第5戦のイタリアGPからエドワーズはハリス・パフォーマンス製の新フレームを使用する。エスパルガロはヤマハ製のフレームを継続して使用したが、オランダGPでポールポジションを獲得、アラゴンGPでは2位に入賞し、ランキング7位でシーズンを終えた。
Moto2クラスでは再び2台体制となり、パシーニとコルシを起用した。チームは2013年スペックのカレックスフレームを自身で改良し、フォワード・KLXとして投入した。第5戦でチームはカレックス製のマシンにチェンジする。新フレームのマシンでコルシは表彰台に2度上ったが、シルバーストンでクラッシュしてシーズンを終えた。負傷したコルシに代わってスーパースポーツ世界選手権チャンピオンのフローリアン・マリノが起用された。
2015年シーズン、チームはヤマハとのパートナーシップを更新し、2台のYZR-M1のエンジン-フレーム-スイングアームのパッケージ供給を受け、自社製シャシー開発プロジェクトを断念した。
2023年まではMVアグスタ陣営のチームとしてMoto2クラスのみ参戦していたが、2024年にはMotoEクラスにも積極的に活動している。

## GP戦績
| 年     | クラス | チーム名                             | 車両                              | ライダー                     | 出走数  | 勝利数 | 表彰台数 | PP | FL | ポイント | 順位 |
| ------ | ------ | ------------------------------------ | --------------------------------- | ---------------------------- | ------- | ------ | -------- | -- | -- | -------- | ---- |
| 2009年 | MotoGP | ハヤテ・レーシングチーム             | カワサキ・ZX-RR                   | マルコ・メランドリ           | 17      | 0      | 1        | 0  | 0  | 108      | 10位 |
| 2010年 | Moto2  | フォワード・レーシング               | スッター・MMX                     | ジュール・クルーセル         | 17      | 1      | 2        | 0  | 1  | 106      | 7位  |
| 2010年 | Moto2  | フォワード・レーシング               | スッター・MMX                     | クラウディオ・コルティ       | 17      | 0      | 0        | 1  | 0  | 20       | 25位 |
| 2010年 | Moto2  | フォワード・レーシング               | スッター・MMX                     | フェルッチオ・ランボルギーニ | 1 (5)   | 0      | 0        | 0  | 0  | 0        | NC   |
| 2011年 | Moto2  | NGM フォワード・レーシング           | スッター・MMXI                    | ジュール・クルーセル         | 17      | 0      | 0        | 0  | 0  | 41       | 21位 |
| 2011年 | Moto2  | NGM フォワード・レーシング           | スッター・MMXI                    | アレックス・バルドリーニ     | 10 (14) | 0      | 0        | 0  | 0  | 18       | 27位 |
| 2011年 | Moto2  | NGM フォワード・レーシング           | スッター・MMXI                    | ラファエレ・デ・ロサ         | 7 (13)  | 0      | 0        | 0  | 0  | 0        | NC   |
| 2012年 | MotoGP | NGM モバイル・フォワード・レーシング | スッター・MMX1                    | コーリン・エドワーズ         | 17      | 0      | 0        | 0  | 0  | 27       | 20位 |
| 2012年 | MotoGP | NGM モバイル・フォワード・レーシング | スッター・MMX1                    | クリス・バーミューレン       | 1       | 0      | 0        | 0  | 0  | 0        | NC   |
| 2012年 | Moto2  | NGM モバイル・フォワード・レーシング | スッター・MMXII FTR Moto M212     | アレックス・デ・アンジェリス | 16      | 1      | 2        | 0  | 1  | 86       | 10位 |
| 2012年 | Moto2  | NGM モバイル・フォワード・レーシング | スッター・MMXII FTR Moto M212     | 高橋裕紀                     | 17      | 0      | 0        | 0  | 0  | 2        | 30位 |
| 2012年 | Moto2  | NGM モバイル・フォワード・レーシング | スッター・MMXII FTR Moto M212     | マティア・パシーニ           | 1       | 0      | 0        | 0  | 0  | 0        | NC   |
| 2013年 | MotoGP | NGM モバイル・フォワード・レーシング | FTR-カワサキ                      | コーリン・エドワーズ         | 18      | 0      | 0        | 0  | 0  | 41       | 14位 |
| 2013年 | MotoGP | NGM モバイル・フォワード・レーシング | FTR-カワサキ                      | クラウディオ・コルティ       | 18      | 0      | 0        | 0  | 0  | 14       | 19位 |
| 2013年 | Moto2  | NGM モバイル・レーシング             | スピードアップ・SF13              | シモーネ・コルシ             | 17      | 0      | 1        | 0  | 0  | 108      | 11位 |
| 2013年 | Moto2  | NGM モバイル・レーシング             | スピードアップ・SF13              | マティア・パシーニ           | 17      | 0      | 0        | 0  | 0  | 58       | 15位 |
| 2013年 | Moto2  | NGM モバイル・フォワード・レーシング | スピードアップ・SF13              | アレックス・デ・アンジェリス | 17      | 0      | 0        | 0  | 0  | 81       | 14位 |
| 2013年 | Moto2  | NGM モバイル・フォワード・レーシング | スピードアップ・SF13              | リカルド・カルダス           | 17      | 0      | 0        | 0  | 0  | 9        | 23位 |
| 2014年 | MotoGP | NGM フォワード・レーシング           | フォワード-ヤマハ                 | アレイシ・エスパルガロ       | 18      | 0      | 1        | 1  | 0  | 126      | 7位  |
| 2014年 | MotoGP | NGM フォワード・レーシング           | フォワード-ヤマハ                 | コーリン・エドワーズ         | 10      | 0      | 0        | 0  | 0  | 11       | 22位 |
| 2014年 | MotoGP | NGM フォワード・レーシング           | フォワード-ヤマハ                 | アレックス・デ・アンジェリス | 8       | 0      | 0        | 0  | 0  | 14       | 21位 |
| 2014年 | Moto2  | NGM フォワード・レーシング           | フォワード・KLX カレックス・Moto2 | シモーネ・コルシ             | 12      | 0      | 2        | 0  | 0  | 100      | 7位  |
| 2014年 | Moto2  | NGM フォワード・レーシング           | フォワード・KLX カレックス・Moto2 | マティア・パシーニ           | 18      | 0      | 0        | 0  | 0  | 35       | 21位 |
| 2014年 | Moto2  | NGM フォワード・レーシング           | フォワード・KLX カレックス・Moto2 | フローリアン・マリノ         | 6       | 0      | 0        | 0  | 0  | 0        | NC   |

脚註
1. ↑  ランボルギーニはサンマリノGPにワイルドカード枠で出走した。
2. 1 2  バルドリーニは前半10戦に出走し、デ・ロサと交代した。両名ともシーズンの残りを他チームから出走した。
3. ↑  バーミューレンはフランスGPでエドワーズの代役として出走した。
4. ↑  パシーニはバレンシアGPでデ・アンジェリスの代役として出走した。
5. ↑  デ・アンジェリスはチェコGPからエドワーズの代役として出走した。
6. ↑  マリノはサンマリノGPからコルシの代役として出走した。

### MotoGP
(key)
| 年     | 車両               | タイヤ | ライダー                     | 1   | 2   | 3   | 4   | 5   | 6   | 7   | 8   | 9   | 10  | 11  | 12  | 13  | 14  | 15  | 16  | 17  | 18  | ポイント | 順位 |
| ------ | ------------------ | ------ | ---------------------------- | --- | --- | --- | --- | --- | --- | --- | --- | --- | --- | --- | --- | --- | --- | --- | --- | --- | --- | -------- | ---- |
| 2009年 | カワサキ・ZX-RR    | B      |                              | QAT | JPN | SPA | FRA | ITA | CAT | NED | USA | GER | GBR | CZE | IND | RSM | POR | AUS | MAL | VAL |     | 108      | 7位  |
| 2009年 | カワサキ・ZX-RR    | B      | マルコ・メランドリ           | 14  | 6   | 5   | 2   | 11  | 14  | 11  | 10  | 7   | 7   | Ret | Ret | 8   | 12  | 7   | 8   | 17  |     | 108      | 7位  |
| 2012年 | スッター・MMX1     | B      |                              | QAT | SPA | POR | FRA | CAT | GBR | NED | GER | ITA | USA | IND | CZE | RSM | ARA | JPN | MAL | AUS | VAL | 27       | 13位 |
| 2012年 | スッター・MMX1     | B      | コーリン・エドワーズ         | 12  | 16  | DNS |     | NC  | 16  | Ret | 12  | Ret | 13  | 13  | 13  | 11  | 18  | 13  | Ret | Ret | 14  | 27       | 13位 |
| 2012年 | スッター・MMX1     | B      | クリス・バーミューレン       |     |     |     | 17  |     |     |     |     |     |     |     |     |     |     |     |     |     |     | 27       | 13位 |
| 2013年 | FTR-カワサキ MGP13 | B      |                              | QAT | AME | SPA | FRA | ITA | CAT | NED | GER | USA | IND | CZE | GBR | RSM | ARA | MAL | AUS | JPN | VAL | 55       | 9位  |
| 2013年 | FTR-カワサキ MGP13 | B      | コーリン・エドワーズ         | Ret | Ret | 15  | 16  | 14  | 9   | 17  | 13  | 12  | 13  | 11  | 14  | 12  | 16  | 15  | 12  | 12  | 15  | 55       | 9位  |
| 2013年 | FTR-カワサキ MGP13 | B      | クラウディオ・コルティ       | 16  | 19  | 17  | Ret | Ret | 12  | 18  | 15  | Ret | 14  | Ret | 17  | 16  | 15  | 13  | 17  | 20  | 13  | 55       | 9位  |
| 2014年 | フォワード-ヤマハ  | B      |                              | QAT | AME | ARG | SPA | FRA | ITA | CAT | NED | GER | IND | CZE | GBR | RSM | ARA | JPN | AUS | MAL | VAL | 151      | 7位  |
| 2014年 | フォワード-ヤマハ  | B      | コーリン・エドワーズ         | 9   | Ret | 20  | Ret | 17  | 15  | 18  | 22  | 20  | 13  |     |     |     |     |     |     |     |     | 151      | 7位  |
| 2014年 | フォワード-ヤマハ  | B      | アレイシ・エスパルガロ       | 4   | 9   | 15  | 7   | 9   | 9   | 6   | 4   | 6   | Ret | 8   | 9   | Ret | 2   | 11  | Ret | Ret | 7   | 151      | 7位  |
| 2014年 | フォワード-ヤマハ  | B      | アレックス・デ・アンジェリス |     |     |     |     |     |     |     |     |     |     | 16  | 15  | 14  | 12  | 17  | 9   | Ret | 18  | 151      | 7位  |

## 参照
1. ↑  “Kawasaki statement in full”. crash.net (Crash Media Group). (2009年1月9日) 2011年11月21日閲覧。
2. ↑  “Marco Melandri: I will race the Hayate”. crash.net (Crash Media Group). (2009年3月12日) 2011年11月21日閲覧。
3. ↑  “Lorenzo takes dramatic victory at wet-dry Le Mans”. motogp.com (Dorna Sports). (2009年5月17日) 2011年11月21日閲覧。
4. ↑  “Colin Edwards confirms he will leave Tech 3 team at end of the season”. BBC Sport (BBC). (2011年9月2日) 2011年9月2日閲覧。
5. ↑  Birt, Matthew (2011年10月20日). “Colin Edwards to ride Suter/BMW in 2012”. Motor Cycle News (Bauer Media Group) 2011年10月20日閲覧。
6. ↑  “de Angelis to NGM Forward for Moto2”. crash.net (Crash Media Group). (2011年11月5日) 2011年11月5日閲覧。
7. ↑  “Moto2: Takahashi goes Forward for 2012”. crash.net (Crash Media Group). (2011年11月18日) 2011年11月21日閲覧。
8. ↑  “Qatar MotoGP: Espargaro sticking with Yamaha frame”. Crash.net (Crash Media Group). (2014年3月20日) 2014年9月22日閲覧。
9. ↑  “Forward Racing to use new MotoGP chassis at Mugello”. Motomatters.com. (2014年5月22日) 2014年9月22日閲覧。
10. ↑  “Moto2: Forward announces new 'KLX' chassis project”. Crash.net (Crash Media Group). (2014年2月13日) 2014年11月12日閲覧。
11. ↑  “Le Mans Moto2: Forward announces official Kalex deal”. Crash.net (Crash Media Group). (2014年5月15日) 2014年11月12日閲覧。
12. ↑  Birt, Matthew (2015年1月15日). “Forward Racing abandons chassis project”. Motor Cycle News (Bauer Consumer Media) 2015年1月22日閲覧。
13. ↑  “Forward Racing debutta nel MotoE World Championship 2024” [Forward Racing debuts in the 2024 MotoE World Championship] (イタリア語). epaddock.it (2023年12月23日). 2024年7月17日閲覧。